# Спрэтт, Уолтер
Уо́лтер Спрэтт (англ. Walter Spratt; 14 апреля 1889 — 22 января 1945) — английский футболист, защитник. Уроженец Бирмингема, начал карьеру в клубе «Ротерем Таун», затем выступал за «Брентфорд» и «Манчестер Юнайтед».

## Футбольная карьера
Уроженец Бирмингема, Спрэтт начал свою профессиональную футбольную карьеру в клубе Мидлендской лиги «Ротерем Таун» в 1910 году, откуда перешёл из юношеской команды «Медоу Холл». Год спустя перешёл в клуб 1 дивизиона Южной лиги «Брентфорд». С 1911 по 1915 год провёл за команду 119 матчей и забил 1 гол.
В феврале 1915 года Спрэтт перешёл в клуб Первого дивизиона Футбольной лиги «Манчестер Юнайтед». Изначально перешёл в клуб бесплатно на месячный «просмотр», так как был отпущен «Брентфордом» как свободный агент. Однако впоследствии «Брентфорд» потребовал у «Манчестер Юнайтед» заплатить за его переход. «Юнайтед» ответил отказом, но комитет лиги постановил выплатить «Брентфорду» 175 фунтов стерлингов, что и было сделано. 6 февраля 1915 года Спрэтт дебютировал в Футбольной лиге, сыграв на позиции правого защитника в матче против «Сандерленда». Всего в сезоне 1914/15 провёл за «Юнайтед» 12 матчей. Его дальнейшая официальная карьера была прервана войной. В военное время он продолжал играть за «Манчестер Юнайтед» в военных турнирах (не учитываются в официальной статистике), а также в качестве гостевого игрока за «Клэптон Ориент». Во время выступлений за «Клэптон Ориент» получил серьёзную травму, потребовавшую госпитализации. Был выписан из больницы только в сентябре 1919 года. В январе 1920 года впервые вышел на поле после восстановления от травмы в матче резервной команды «Манчестер Юнайтед». В сезоне 1919/20 провёл единственный (и свой последний) матч за «Юнайтед», сыграв против «Арсенала» 28 февраля 1920 года.
В июне 1920 года Спрэтт вернулся в «Брентфорд», который был принят в Третий южный дивизион Футбольной лиги. Провёл за команду только 4 матча. Свой последний матч за «Брентфорд» провёл в рождественский день 25 декабря 1920 года, сыграв против «Куинз Парк Рейнджерс». По окончании сезона 1920/21 покинул команду, за которую в общей сложности провёл 123 матча и забил 1 мяч.
Впоследствии играл за клубы низших дивизионов «Ситтингборн» и «Элсикар Мейн».

## Вне футбола
В 1906 году Спрэтт служил в Королевском ВМФ на борту фрегата HMS Boscawen III. После начала войны был включён в Резерв ВМФ в феврале 1915 года. Проходил службу на пунктах связи в Кристал Пэлас и на острове Грейн, продолжая при этом по мере возможности играть в футбол.
В 1940-е годы жил в Лондоне и работал диспетчером. 22 января 1945 года стал одним из 35 человек, убитых ракетой Фау-2, упавшей в Саутуарке, Лондон.

## Статистика выступлений
| Клуб              | Сезон                | Лига                 | Лига | Лига | Кубок Англии | Кубок Англии | Итого | Итого |
| Клуб              | Сезон                | Дивизион             | Игры | Голы | Игры         | Голы         | Игры  | Голы  |
| ----------------- | -------------------- | -------------------- | ---- | ---- | ------------ | ------------ | ----- | ----- |
| Брентфорд         | 1911/12              | 1 див. Южной лиги    | 31   | 0    | 5            | 0            | 36    | 0     |
| Брентфорд         | 1912/13              | 1 див. Южной лиги    | 30   | 1    | 2            | 0            | 32    | 1     |
| Брентфорд         | 1913/14              | 2 див. Южной лиги    | 30   | 0    | 3            | 0            | 33    | 0     |
| Брентфорд         | 1914/15              | 2 див. Южной лиги    | 15   | 0    | 3            | 0            | 18    | 0     |
| Брентфорд         | Итого                | Итого                | 106  | 1    | 13           | 0            | 119   | 1     |
| Манчестер Юнайтед | 1914/15              | Первый дивизион      | 12   | 0    | —            | —            | 12    | 0     |
| Манчестер Юнайтед | 1919/20              | Первый дивизион      | 1    | 0    | 0            | 0            | 1     | 0     |
| Манчестер Юнайтед | Итого                | Итого                | 13   | 0    | 0            | 0            | 13    | 0     |
| Брентфорд         | 1920/21              | Третий дивизион      | 4    | 0    | 0            | 0            | 4     | 0     |
| Брентфорд         | Всего за «Брентфорд» | Всего за «Брентфорд» | 110  | 1    | 13           | 0            | 123   | 1     |
| Всего за карьеру  | Всего за карьеру     | Всего за карьеру     | 123  | 1    | 13           | 0            | 136   | 1     |